# أزمة شمال كوسوفو 2021
أزمة شمال كوسوفو 2021 بدأت سلسلة من الاحتجاجات من قبل صرب كوسوفو ضد حكومة كوسوفو في 20 سبتمبر 2021، بسبب قرار الحكومة بحظر لوحات السيارات الصربية وانتهت في 2 أكتوبر 2021. كانت الاحتجاجات تتكون في الغالب من عرقلة حركة المرور بالقرب من المعابر الحدودية. كان الحظر يعني أن الأشخاص الذين يمتلكون مركبات تحمل لوحات ترخيص صربية في كوسوفو كان عليهم التبديل إلى لوحات ترخيص كوسوفو في مركز تسجيل المركبات الحكومي. يهدف الحظر إلى عكس الحظر السابق على لوحات ترخيص كوسوفو في صربيا. لا تعترف جمهورية صربيا بجمهورية كوسوفو وتعتبر حدود كوسوفو وصربيا مؤقتة فقط. أدت الاحتجاجات إلى تدهور العلاقات بين صربيا وكوسوفو، التي كانت تتحسن. ونتيجة لذلك أصبحت القوات المسلحة الصربية في حالة تأهب قتالي عالي. كلا الجانبين اتهم بعضهما البعض بالتجاوز الكبير. دعت القوى الدولية إلى وقف التصعيد مع انتقاد روسيا لكوسوفو. في 30 سبتمبر 2021 تم التوصل إلى اتفاق لإنهاء الحظر اعتبارًا من 4 أكتوبر 2021، والذي بموجبه انتهت الاحتجاجات أيضًا في 2 أكتوبر 2021.
بدأ صرب كوسوفو سلسلة من الاحتجاجات ضد الحكومة الكوسوفية بتاريخ 20 سبتمبر عام 2021، كان قد أطلق شرارتها قرار الحكومة بحظر لوحات ترخيص السيارات الصربية، وانتهت هذه الاحتجاجات في 2 أكتوبر عام 2021. تألفت الاحتجاجات في أغلبها من عرقلة حركة المرور قرب المعابر الحدودية. كان الحظر يعني أنه يجب على الأشخاص الذين يمتلكون مركبات ذات لوحات تراخيص صربية في كوسوفو، أن يبدلوها إلى لوحات تراخيص كوسوفية في مركز تسجيل المركبات الحكومي. كان الحظر بمثابة رد على الحظر السابق على تراخيص لوحات السيارات الكوسوفية في صربيا. لا تعترف جمهورية صربيا بجمهورية كوسوفو وتعتبر أن الحدود بين صربيا وكوسوفو مؤقتة. سببت الاحتجاجات تدهور العلاقات بين صربيا وكوسوفو التي كانت تتحسن. أصبحت قوات الجيش الصربية نتيجة لذلك في حالة تأهب عالي للقتال. اتهم كلا الجانبين بعضها البعض بالقيام بتجاوزات. دعت القوى الدولية إلى وقف التصعيد، وانتقدت روسيا كوسوفو. تم التوصل إلى اتفاقية بتاريخ 30 سبتمبر من عام 2021 من أجل إنهاء الحظر ابتداء من 4 أكتوبر 2021، وانتهت وفقًا لها الاحتجاجات في 2 أكتوبر 2021. تحتوي لوحات تراخيص السيارات الكوسوفية في صربيا ولوحات تراخيص السيارات الصربية في كوسوفو رموز وطنية خاصة بها وشيفرات خاصة بالبلد مغطاة بملصق.

## خلفية
يحتضن شمال كوسوفو أغلبية صربية، وكانت منطقة شديدة المعارضة لاستقلال كوسوفو، مع تواتر الاحتجاجات منذ إعلان كوسوفو استقلالها. لم تعترف المنطقة بحكومة كوسوفو وتصرفت بشكل مستقل عنها حتى عقد اتفاق بروكسل لعام 2013. حسب اتفاق بروكسل، كان من المقرر بحلول عام 2016 تشكيل ما يسمى بجمعية البلديات الصربية. كان للجمعية أن تكون رابطة تتمتع بالحكم الذاتي للبلديات ذات الأغلبية الصربية في كوسوفو. حتى عام 2021، لم تكن قد تشكلت بعد، بسبب قيام حكومة كوسوفو بتجميد اتفاق بروكسل وإعلان محكمتها الدستورية عدم دستورية بعض أجزاء الاتفاق.
حتى عام 2011، أصدرت صربيا لوحات تسجيل صربية لبلدات في شمال كوسوفو. في عام 2011، وافقت صربيا على التوقف عن إصدار لوحات الترخيص هذه، وعلى ضرورة تغييرها إلى لوحات تتبع جمهورية كوسوفو أو لوحات ترخيص كوسوفو المحايدة. لا تحمل لوحات الترخيص المحايدة أي رموز دولة. سمحت صربيا بوجود لوحات الترخيص المحايدة على أراضيها، ولكنها لم تسمح بلوحات تتبع جمهورية كوسوفو. استمر الاتفاق 5 سنوات حتى عام 2016، حيث كان من المتوقع التوصل إلى حل أفضل. جددت الأحكام نفسها في 14 سبتمبر سنة 2016 وكانت سارية حتى 14 سبتمبر 2021. بعد 14 سبتمبر، ظلت الشروط على حالها، ولكن صدر حظر على لوحات الترخيص الصربية في كوسوفو في 20 سبتمبر 2021. أعلنت حكومة كوسوفو بطلان لوحات الترخيص المحايدة التي استخدمتها بعض المركبات في كوسوفو، حتى من بينهم ملاك المركبات الذين اضطروا في كثير من الأحيان إلى السفر عبر الحدود بين كوسوفو وصربيا.
كان دافع حكومة كوسوفو في الحظر هو فعل نفس ما فعلته الحكومة الصربية التي حظرت بموجب سياستها لوحات تسجيل تتبع جمهورية كوسوفو في صربيا منذ إعلان كوسوفو استقلالها، واضطرت المركبات التي تحمل لوحات ترخيص تتبع جمهورية كوسوفو للتحويل إلى لوحات صربية مؤقتة. كان من المفترض أن يتم، حتى 30 سبتمبر 2021، حسب اتفاق بروكسل، إزالة لوحات ترخيص المركبات الصربية وتبديلها إلى لوحات ترخيص كوسوفية في مركز حكومي لتسجيل المركبات. كان على السائقين الذين زاروا البلد حاملين لوحات تسجيل صربية الحصول على لوحات مؤقتة. حددت أسعار الألواح المؤقتة بمبلغ ضريبة 5 يورو (عام 2021)، وكانت صالحة لمدة 60 يومًا. وتفيد التقارير بأن الحظر كان سيشمل نحو 9500 مركبة تحمل لوحات تسجيل صربية في شمال كوسوفو، تعين على أصحابها حمل لوحات ترخيص كوسوفية دائمة. كان من المفترض في الأصل أن يتم هذا بعد اتفاقية عام 2011، ولكن لم تبذل أي جهود لفرض ذلك.

## الاحتجاجات
بدأت الاحتجاجات التي نظمها صرب كوسوفو ضد حكومة كوسوفو في 20 سبتمبر 2021. في نفس اليوم وصلت أكثر من 20 مركبة تابعة لشرطة كوسوفو، أكثر من 10 منها مصفحة إلى موقع الاحتجاجات. كان المئات من الصرب المحليين يتظاهرون يوميًا. كانوا يغلقون الطرق المؤدية إلى معبرين حدوديين مع صربيا في شمال كوسوفو، بالقرب من يارينجي وبرنجاك بمركبات وحواجز معززة بالحصى. في 23 سبتمبر 2021 أصبح طول الحاجز المروري المكون من المركبات 3 كيلومترات على طريق ميتروفيتشا - راشكا في يارينجي. كان المتظاهرون ينامون بجوار مواقع الاحتجاج في خيام بدائية. كما حضر الاحتجاجات ممثلو قائمة الصرب.
كانت الاحتجاجات هادئة في الغالب. ومع ذلك في 25 سبتمبر 2021 تعرض مركزان حكوميان لتسجيل المركبات في زفيتشان وزوبين بوتوك لهجوم متعمد، ويُزعم باستخدام قنابل يدوية لم تنفجر. في 23 سبتمبر 2021 اتُهمت شرطة كوسوفو بإصابة ثلاثة أشخاص لا علاقة لهم بالاحتجاجات، اثنان منهم في حالة خطرة وهم في المستشفى. نفت كوسوفو تورطها وتقول إنها «معلومات مضللة». وفقًا للاتفاقية بين كوسوفو وصربيا بوساطة ممثل الاتحاد الأوروبي في حوار البلقان - بريشتينا ميروسلاف لاجاك في بروكسل الذي تم التوصل إليه في 30 سبتمبر 2021 انسحبت شرطة كوسوفو الخاصة بحلول الساعة 16:00 بالتوقيت المحلي في 2 أكتوبر 2021. إلى جانب ذلك أزال الصرب المحليون الحواجز التي أقامها المتظاهرون وانتهت الحواجز المرورية، مما أدى إلى استئناف حركة المرور على الحدود. حلت قوات كفور محل وحدات الشرطة وستكون موجودة خلال الأسبوعين المقبلين.

## ردود الحكومة

### صربيا
دفع قرار حظر لوحات السيارات الصربية والاحتجاجات المستمرة السلطات الصربية إلى رفع الاستعداد القتالي للقوات المسلحة الصربية على الحدود مع كوسوفو. بدأ الجيش في نقل المعدات العسكرية إلى المنطقة الحدودية، بما في ذلك طائراته المقاتلة والمروحيات والدبابات في 26 سبتمبر 2021. وصف رئيس صربيا ألكسندر فوتشيتش حظر لوحة ترخيص كوسوفو بأنه «عمل إجرامي». وقد جعل انسحاب الشرطة الخاصة في كوسوفو شرطًا لبدء مفاوضات بوساطة الاتحاد الأوروبي لحل النزاع.

### كوسوفو
اتهم رئيس وزراء كوسوفو ألبين كورتي صربيا بـ «التحريض ودعم» الهجمات على المباني الحكومية. كما اتهم صربيا «باستغلال مواطني كوسوفو لإثارة صراع دولي خطير». ووصفت وزارة الداخلية في كوسوفو الهجمات بأنها «تضم عناصر إرهابية». كما طلب رؤساء البلديات ذات الأغلبية الصربية في 27 سبتمبر سحب الوحدات والمزيد من القوة الأمنية الدولية في كوسوفو مستشهدين بالحادث الذي وقع في 23 سبتمبر 2021 عندما أصيب 3 صرب كمصدر للقلق. انسحبت وحدات الشرطة الخاصة كجزء من اتفاقية 30 سبتمبر 2021 في بروكسل في 2 أكتوبر 2021.

## اتفاق لإنهاء الحظر
في 30 سبتمبر 2021 تم التوصل إلى اتفاق في بروكسل أنهى فعليًا الحظر المفروض على لوحات الترخيص الصربية، بدءًا من الساعة 08:00 بالتوقيت المحلي في 4 أكتوبر 2021. كما أنهى الاتفاق فعليًا الحظر المفروض على لوحات ترخيص كوسوفو في صربيا. تهدف الاتفاقية إلى أن تكون حلاً مؤقتًا. الحل هو تغطية الرموز الوطنية لكوسوفو على لوحات ترخيص كوسوفو في صربيا، وكذلك تغطية الرموز الوطنية لصربيا على لوحات الترخيص الصربية في كوسوفو ورموز دولهم RKS وSRB مع ملصق. تم تشكيل مجموعة عمل واجتمعت في 21 أكتوبر 2021 في بروكسل للمرة الأولى لمحاولة إيجاد حل دائم وفقًا لمعايير الاتحاد الأوروبي. في غضون ستة أشهر سيقدم المفاوضون والوفود مقترحاتهم للحل الدائم.

## ردود الأفعال
في 26 سبتمبر 2021، قام دبلوماسيون روس برفقة وزير الدفاع الصربي نيبويشا ستيفانوفيتش بزيارة إشرافية للقوات الصربية في قاعدة رودنيكا العسكرية. تقع رودنيكا على بعد بضعة كيلومترات من الحدود بين كوسوفو وصربيا. ستنشر روسيا قوات دفاع جوي في صربيا لإجراء مناورات عسكرية مشتركة في شهر أكتوبر. في 27 سبتمبر 2021، زادت قوة حفظ السلام الدولية بقيادة منظمة حلف شمال الأطلسي في كوسوفو، المعروفة باسم قوات كوسوفو، من حجم دورياتها وفترة تواجدها. تبرز هذه الزيادة بشكل ملحوظ بالقرب من المعابر الحدودية، حيث تنقل العربات المدرعة بالقرب من الحواجز الحدودية التي أقامها المتظاهرون.
دعا الممثل السامي للشؤون الخارجية في الاتحاد الأوروبي والأمين العام لمنظمة حلف شمال الأطلسي ورئيس المجلس الأوروبي ورئيس المفوضية الأوروبية كلا الطرفين إلى وقف التصعيد وبدء محادثات نظرًا لزيادة حدة التوترات. في 27 سبتمبر 2021، انتقدت ماريا زاخاروفا، المتحدثة باسم وزارة الخارجية الروسية، سلوك كوسوفو. دعت إلى انسحاب القوات العسكرية التابعة لحلف شمال الأطلسي وبعثة الاتحاد الأوروبي، وكذلك رجال الأمن في كوسوفو بهدف «وقف التصعيد». في 27 سبتمبر 2012، عبرت السفارة الروسية في صربيا عن وقوفها إلى جانب سلوك حكومة صربيا إزاء التوترات الحاصلة، قائلة إن صربيا «تبدي أكبر قدر من المسؤولية وضبط النفس». وصفت روسيا أعمال كوسوفو بكونها «استفزازية».